# 地域政策研究賞
地域政策研究賞（ちいきせいさくけんきゅうしょう）は、地域政策に関する研究・提言をおこなった優れた図書や論文等に対し、法政大学が授与する賞である。同賞は、政策形成や政策課題解決に関する斬新な提言アイデアを表彰し、日本における政策研究のさらなる発展に貢献することを目的として2003年に設立された。
2012年の第10回を最後に募集・発表がおこなわれていない